# Eucheilota birabeni
Eucheilota birabeni är en nässeldjursart som beskrevs av Tundisi 1962. Eucheilota birabeni ingår i släktet Eucheilota och familjen Lovenellidae. Inga underarter finns listade i Catalogue of Life.